# Mariä-Geburt-Kathedrale (Nischni Nowgorod)
Die Mariä-Geburt-Kathedrale (russisch Церковь Собора Пресвятой Богородицы, oft auch Stroganow-Kirche und Geburtskirche genannt) ist eine russisch-orthodoxe Kathedrale in der Stadt Nischni Nowgorod in Russland. Erbaut wurde die Kathedrale von 1696 bis 1716 durch Grigori Dmitrijewitsch Stroganow.

## Geschichte

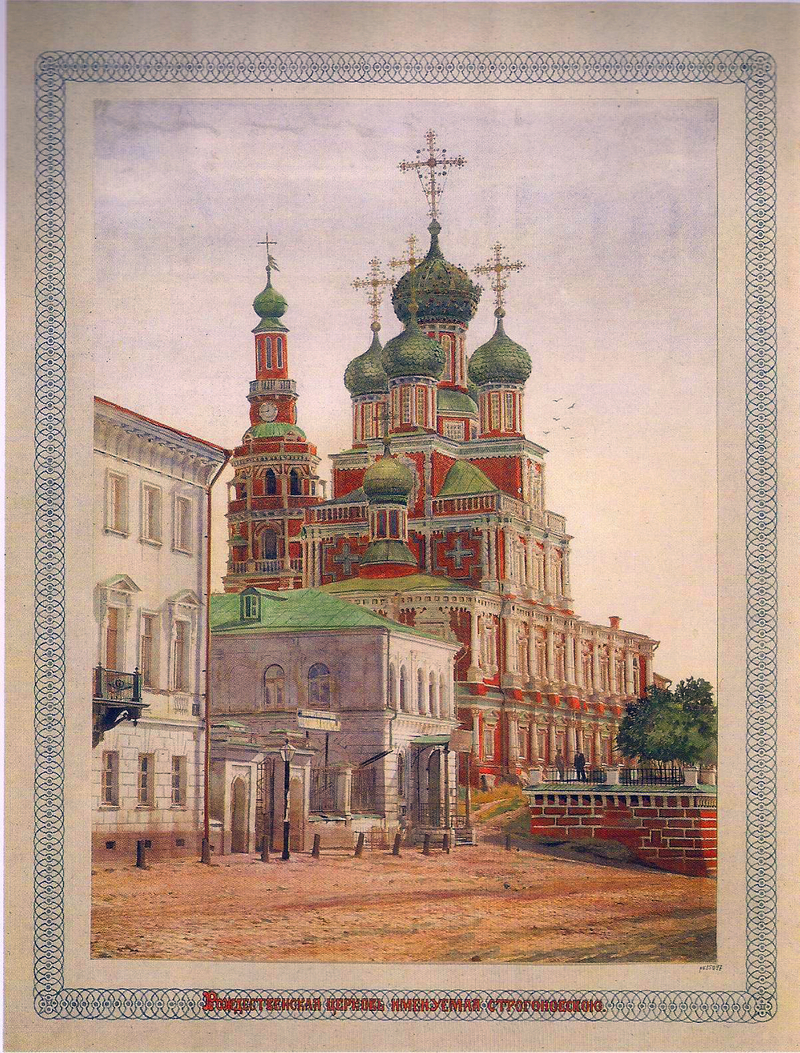
Stroganow-Kirche auf dem gemalten Foto von Andrei Karelin und Iwan Schischkin

Mit dem Bau der Mariä-Geburt-Kathedrale wurde 1696 begonnen. Die Bauarbeiten an dem Gebäude konnten bereits 1701 abgeschlossen werden. Im selben Jahr zerstörte ein Feuer das neue Kirchengebäude. Die 1716 wiederaufgebaute Kathedrale wurde schließlich 1719 vom Erzbischof von Nischni Nowgorod eingeweiht.
Im Jahr 1913 wurde die Kirche innen und außen komplett renoviert. In den 1930er Jahren wurde die Kathedrale von den Bolschewiki geschlossen. Während des Zweiten Weltkrieges waren hier eine Apotheke und ein Lager untergebracht.
Die Mariä-Geburt-Kathedrale blieb bis 1993 geschlossen. Erst am 3. Juni 1993 wurde sie erneut geweiht. Von den ursprünglich 46 Ikonen sind 43 bis heute erhalten geblieben. 
Am 23. Juli 2008 übergab der russische Ministerpräsident Wladimir Putin dem Bistum die Ikone der Auferstehung Jesu Christi. Diese war zuvor im Jahr 2004 aus der Kathedrale gestohlen worden. 2007 war die Ikone von einem estnischen Sammler gekauft und nach Russland gebracht worden.

## Beschreibung
Die Kathedrale verfügt über fünf Kuppeln. Am südwestlichen Ende des Komplexes befindet sich der Glockenturm, an dessen oberem Ende eine Uhr montiert ist.
Innerhalb und außerhalb des Gebäudes sind Fenster, Portale und Eingänge aus weißem Stein gefertigt.
Die Kathedrale verfügt über einige bedeutende Ikonen. Unter ihnen befinden sich eine alte Ikone des Nikolaus von Myra, des Seraphim von Sarow und des Philaret Drosdow. 